# 米州機構憲章
米州機構憲章（べいしゅうきこうけんしょう、英語: Charter of the Organization of American States、または短縮してCharter of the OAS）は、1948年4月30日に締結された条約。米州機構の設立を定めた。ボゴタで行われた第9回パン＝アメリカ会議で締結され、1951年12月13日に発効した。
その後、1967年2月27日のブエノスアイレス協定、1985年12月5日のカルタヘナ・デ・インディアス協定、1992年12月14日のワシントン協定、1993年6月10日のマナグア協定で改訂された。

## 締結国
締結国は下記の通り。
- アンティグア・バーブーダ（1981年）
- アルゼンチン（1948年）
- バハマ（1982年）
- バルバドス（1967年）
- ベリーズ（1991年）
- ボリビア（1948年）
- ブラジル（1948年）
- カナダ（1989年）
- チリ（1948年）
- コロンビア（1948年）
- コスタリカ（1948年）
- キューバ（1948年）
- ドミニカ国（1979年）
- ドミニカ共和国（1948年）
- エクアドル（1948年）
- エルサルバドル（1948年）
- グレナダ（1975年）
- グアテマラ（1948年）
- ギアナ（1991年）
- ハイチ（1948年）
- ホンジュラス（1948年）
- ジャマイカ（1969年）
- メキシコ（1948年）
- ニカラグア（1948年）
- パナマ（1948年）
- パラグアイ（1948年）
- ペルー（1948年）
- セントルシア（1979年）
- セントクリストファー・ネイビス（1984年）
- セントビンセント・グレナディーン（1981年）
- スリナム（1977年）
- トリニダード・トバゴ（1967年）
- アメリカ合衆国（1948年）
- ウルグアイ（1948年）
- ベネズエラ（1948年署名、2017年脱退）